# Simulium borunicornutum
Simulium borunicornutum es una especie de insecto del género Simulium, familia Simuliidae, orden Diptera.
Fue descrita científicamente por Pilaka & Elouard, 1999.